# Samojed
Samojed je velmi staré plemeno sibiřského psa. Dokáže vycházet s dospělými i dětmi. Není agresivní, a proto není dobrým hlídačem. Psi mají velmi dlouhou hustou srst, o kterou je nutno pečovat. Je to temperamentní a velmi akční pes, i když na to zrovna nevypadá. Samojed je skvělý společník do rodiny, ale například kočky bere jako kořist, proto není dobré pořizovat si samojeda ke kočce nebo naopak.

## Historie
Psi doprovázeli kočovné kmeny Něnců, kteří prošli téměř celou severní oblast Asie. Chovatelé pouze zdokonalili jeho srst. Původní samojed míval na bílé srsti skvrny. Používal se jako strážce sobích stád, dnes se užívá jako společník a sáňový pes.

## Nároky
Pro jeho citlivost se nedoporučuje, aby žil samojed trvale venku, přesto je velmi vděčný za strávený den na čerstvém vzduchu. Je to velmi smečkové plemeno a potřebuje kontakt se svojí rodinou či smečkou. Je to pes, který potřebuje dostatek pohybu, přesto však může žít i ve městě při dostatečném vyžití. Je nutné pečovat o jeho dlouhou srst, která má v případě zanedbání sklony k plstnatění.

## Povaha
Samojed je přátelský, veselý, inteligentní, je však i velmi tvrdohlavý a nezávislý. Má rád pohyb, takže je vhodný i na psí sporty, např. agility, dogdancing, dogfrisbee nebo flyball.[zdroj⁠?!] Je citlivý, přítulný a také velmi ostražitý. K dětem se většinou chová vstřícně.[zdroj⁠?!]